# Lye
Lye és un municipi francès, situat al departament de l'Indre i a la regió de Centre – Vall del Loira. L'any 2007 tenia 829 habitants.

## Demografia

### Població
El 2007 la població de fet de Lye era de 829 persones. Hi havia 374 famílies, de les quals 124 eren unipersonals (64 homes vivint sols i 60 dones vivint soles), 129 parelles sense fills, 101 parelles amb fills i 20 famílies monoparentals amb fills.
La població ha evolucionat segons el següent gràfic:
Habitants censats

### Habitatges
El 2007 hi havia 483 habitatges, 377 eren l'habitatge principal de la família, 65 eren segones residències i 41 estaven desocupats. 467 eren cases i 14 eren apartaments. Dels 377 habitatges principals, 308 estaven ocupats pels seus propietaris, 67 estaven llogats i ocupats pels llogaters i 2 estaven cedits a títol gratuït; 6 tenien una cambra, 33 en tenien dues, 87 en tenien tres, 102 en tenien quatre i 150 en tenien cinc o més. 254 habitatges disposaven pel capbaix d'una plaça de pàrquing. A 176 habitatges hi havia un automòbil i a 160 n'hi havia dos o més.

### Piràmide de població
La piràmide de població per edats i sexe el 2009 era:
| Homes | Edats   | Dones |
| ----- | ------- | ----- |
| 0     | 95 o +  | 0     |
| 0     | 90 a 94 | 8     |
| 16    | 85 a 89 | 12    |
| 12    | 80 a 84 | 16    |
| 20    | 75 a 79 | 20    |
| 36    | 70 a 74 | 36    |
| 28    | 65 a 69 | 28    |
| 28    | 60 a 64 | 24    |
| 36    | 55 a 59 | 20    |
| 16    | 50 a 54 | 44    |
| 16    | 45 a 49 | 12    |
| 32    | 40 a 44 | 16    |
| 40    | 35 a 39 | 40    |
| 28    | 30 a 34 | 28    |
| 20    | 25 a 29 | 28    |
| 4     | 20 a 24 | 16    |
| 16    | 15 a 19 | 8     |
| 32    | 10 a 14 | 12    |
| 28    | 5 a 9   | 24    |
| 24    | 0 a 4   | 12    |

## Economia
El 2007 la població en edat de treballar era de 471 persones, 332 eren actives i 139 eren inactives. De les 332 persones actives 298 estaven ocupades (166 homes i 132 dones) i 34 estaven aturades (20 homes i 14 dones). De les 139 persones inactives 49 estaven jubilades, 19 estaven estudiant i 71 estaven classificades com a «altres inactius».

### Ingressos
El 2009 a Lye hi havia 376 unitats fiscals que integraven 823,5 persones, la mediana anual d'ingressos fiscals per persona era de 14.851 €.

### Activitats econòmiques
Dels 33 establiments que hi havia el 2007, 1 era d'una empresa alimentària, 2 d'empreses de fabricació d'altres productes industrials, 6 d'empreses de construcció, 8 d'empreses de comerç i reparació d'automòbils, 2 d'empreses de transport, 2 d'empreses d'hostatgeria i restauració, 1 d'una empresa financera, 6 d'empreses de serveis, 4 d'entitats de l'administració pública i 1 d'una empresa classificada com a «altres activitats de serveis».
Dels 10 establiments de servei als particulars que hi havia el 2009, 1 era una oficina de correu, 1 taller de reparació d'automòbils i de material agrícola, 3 paletes, 2 fusteries, 1 lampisteria, 1 perruqueria i 1 restaurant.
Dels 4 establiments comercials que hi havia el 2009, 1 era una botiga de més de 120 m², 1 una botiga de menys de 120 m², 1 una fleca i 1 una joieria.
L'any 2000 a Lye hi havia 67 explotacions agrícoles que ocupaven un total de 1.885 hectàrees.

## Equipaments sanitaris i escolars
El 2009 hi havia 1 escola maternal integrada dins d'un grup escolar amb les comunes properes formant una escola dispersa i 1 escola elemental integrada dins d'un grup escolar amb les comunes properes formant una escola dispersa.

## Poblacions més properes
El següent diagrama mostra les poblacions més properes.